# Rudzienko Drugie
Rudzienko Drugie – nieoficjalna część wsi Rudzienko, w Polsce, w województwie lubelskim, w powiecie lubartowskim, w gminie Michów.
Miejscowość należy w sołectwa Rudzienko część II.
Miejscowość nie figuruje w systemie TERYT. Jej nazwę zapisano w zestawieniu PRNG na podstawie mapy. Statut dla tego obiektu geograficznego to niestandaryzowana część wsi Rudzienko.
W latach 1975–1998 miejscowość administracyjnie należała do województwa lubelskiego.